# Ruth Hildegard Geyer-Raack
Ruth Hildegard Geyer-Raack , née le 16 juin 1894  à Nordhausen et morte le 19 mars 1975 à Berlin, est une décoratrice d'intérieur, designeuse textile, designeuse de meubles et peintre murale allemande. Elle est membre du Werkbund allemand à partir de 1925. Spécialisée dans la décoration intérieure raffinée et de haute qualité, elle crée des oeuvres fonctionnelles et élégantes mêlant harmonieusement des styles modernes tels que le Bauhaus et l'Art déco.

## Biographie
Ruth Gertrud Hildegard Raack est née le 16 juin 1894, dans une famille de pasteurs. Ses parents sont Friederike Therese Panser, (- 1937) et Paul Richard Raack (1866–1940). Après avoir obtenu son diplôme d'études secondaires à Nordhausen, elle réside un an pendant au Royaume-Uni où elle travaille comme femme de ménage et fréquente un pensionnat. Lorsque son père devient surintendant à Schöneberg en 1913, la famille déménage à Berlin. Ruth Hildegard Raack commence alors des études de penture à l'institut pédagogique du Musée des Arts Décoratifs de Berlin, dirigé depuis 1907 par Bruno Paul avec qui elle travaillera plus tard. En 1920 et 1921, elle participe aux cours d'été du Bauhaus de Weimar.
Le 2 septembre 1922, elle épouse le conseiller de gouvernement et major à la retraite Hugo Wilhelm Hermann Geyer de Berlin-Charlottenburg (né en 1884). Le couple aura a deux enfants.
À partir de 1924, elle a son propre atelier à Berlin. Elle se rend à Paris à plusieurs reprises dans les années 1920 et 1930 pour étudier et visiter des expositions. C'est là qu'elle rencontre l'architecte hongrois André Sive avec qui elle collabore ensuite fréquemment.
Ruth Hildegard Geyer-Raack crée des tissus et des papiers peints pour les sociétés Deutsche Werkstätten Textilgesellschaft (DeWeTex, fondée en 1923), VWTex, Pausa, H. Strauven à Bonn, Tapetenfabrik Gebr. Rasch (de), Zimmer + Rohde (de) et l'usine textile bavaroise Bernhard Nepker à Tutzing. À partir de 1925, elle est membre du Werkbund allemand et, en 1928-1929, travaille aux Deutsche Werkstätten Hellerau. Au milieu des années 1930, Ruth Hildegard Geyer-Raack travaille pour Die Heimgestalter GmbH, Berlin,,.
Ses créations textiles représentent souvent des motifs floraux et parfois de plantes, des oiseaux et des figures exotiques dans des tons pastel.
Au cours de l'hiver 1955, Ruth Hildegard Geyer-Raack perd la vue d'un œil suite à une maladie oculaire[réf. souhaitée], ce qui limite son travail pendant les vingt dernières années[réf. souhaitée].
Elle vit à Berlin-Ouest jusqu'à sa mort le 19 mars 1975[réf. souhaitée]. Son mari décède peu après elle la même année[réf. souhaitée].

## Œuvre artistique
À ses débuts, l'œuvre de Ruth Geyer-Raack est influencée par l'Art déco. Elle associe motifs floraux traditionnels et abstraction géométrique. Ses fresques murales grand format, conservées en photographies, ornent des intérieurs privés et publics et sont déjà extraordinaires à l'époque de leur création. Elle pense qu'un « mur nu, complètement dépourvu d'ornements, est un idéal de la culture vivante moderne », mais « même les tons colorés du mur en eux-mêmes et de simples et légères touches de peinture... élèvent l'âme ». Ces univers joyeux et fantastiques, inspirés de la nature, contribuent à créer une atmosphère particulière, chaleureuse et moderne,.
Pour la production en série, rapide et économique, de tissus et de papiers peints, elle crée des motifs simplifiés, composés de cercles, de triangles ou de structures linéaires et, pour éviter une austérité froide, elle utilise également des lignes courbes et fines, combinées à des couleurs sobres, chaleureuses et chaleureuses.
Elle travaille avec l'architecte  Bruno Paul sur une commande pour l'aménagement intérieur d'un bateau et au réaménagement de la maison Richmodis (de) à Cologne en 1926[réf. souhaitée].
Ruth Geyer-Raack assure la direction artistique générale de l'Exposition internationale d'intérieur IRA de 1931 à Cologne, initiée par le magasin de meubles Schürmann avec la participation d'Adolf Loos et d'Ernst Lichtblau. Elle y présente un éventail diversifié d'idées contemporaines de décoration intérieure issues de l'avant-garde architecturale internationale. Elle-même expose Salon et Chambre à coucher de la Dame et Couleur d'ambiance. Elle est la seule femme à présenter ses propres projets de design aux côtés d'architectes renommés comme Bruno Paul, Adolf Loos, Le Corbusier et Marcel Breuer. Elle y acquiert une renommée internationale,.
Au cours des décennies suivantes, elle réalise avec succès de nombreuses autres peintures murales pour des maisons de campagne, des bâtiments publics et des navires de passagers (en collaboration avec Bruno Paul, entre autres), aux notes florales et féeriques enchanteresses, ainsi qu'aux motifs géométriques abstraits, s'intégrant harmonieusement à ses propres intérieurs filigranés et aux courbes géométriques. Elle parvient à s'adapter aux idées de design de l'époque sans renoncer à son langage formel personnel, doux et moderne,.
L'arrivée au pouvoir d'Hitler en 1933 met fin au développement artistique. Après la Seconde Guerre mondiale, Ruth Geyer-Raack travaille principalement pour les industries en plein essor du textile, du papier peint et de l'ameublement mais ne retrouve pas sa notoriété des années 1930.

## Expositions
- 1930 : Die gestaltende Frau. Première exposition de l'Association allemande des femmes citoyennes (Deutsche Staatsbürgerinnenverband) dans le grand magasin Wertheim, Leipziger Straße, Berlin[8]
- 1931 : Exposition spatiale internationale IRA à Cologne[5],[9]
- 1937 : Exposition au magasin de meubles Meisterräume à Berlin[10],[9]
- 1938 : Exposition d'un dressing de l'appartement d'un jeune couple, magasin de meubles Walther May, Cologne[11].

- 2018/2019 : Gegen die Unsichtbarkeit, Musée des Arts décoratifs de Dresde[12]
- 2022 : Ruth Hildegard Geyer-Raack, Berlinische Galerie. Cette exposition présente pour la première fois un tissu original des Vereinigten Werkstätten, 12 échantillons de tissus et de papiers peints sélectionnés, ainsi que 15 photographies de réalisations d'intérieur[6].

Les œuvres de Ruth Hildegard Geyer-Raack figurent dans les collections du BauhausArchiv, du Musée des Arts décoratifs de Dresde, de la Neue Sammlung für angewandte Kunst de Munich, le Tapetenmuseum de Cassel et l'Art Institute of Chicago.

## Publications
- (de) « Die Farbige Wand », Das Ideale Heim, vol. II,‎ 1928
- (de) « Zwei Schlafräume », Innendekoration: mein Heim, mein Stolz ; die gesamte Wohnungskunst in Bild und Wort, no 40,‎ 1929, p. 58-61
- (de) Elsa Fleischmann et Ruth Hildegard Geyer-Raack, Die gestaltende Frau. Erste Ausstellung des Deutschen Staatsbürgerinnenverbandes e.V. (Allgemeiner Deutscher Frauenverein 1865), Berlin, 1930
- (de) « „Das schöne Fenster.“ Über Wert und Wirkung neuzeitlicher Gardinen », Innendekoration: mein Heim, mein Stolz ; die gesamte Wohnungskunst in Bild und Wort, vol. 41,‎ 1930, p. 273–281
- (de) « Der Aufbau der „IRA“ », Innendekoration: mein Heim, mein Stolz ; die gesamte Wohnungskunst in Bild und Wort, no 43,‎ 1932, p. 17-21
- (de) « Zwischen freundlichen Fresken. Das Haus einer Malerin », Haus Hof Garten, Beilage zum Berliner Tageblatt, no 11,‎ 14 mars 1935
- (de) Möbel und Raum, Berlin, Bauwelt Verlag, 1955